# Pieter Serry
Pieter Serry (Aalter, 21 de noviembre de 1988) es un ciclista profesional belga y desde 2013 corre con el equipo belga Soudal Quick-Step de categoría UCI WorldTeam.

## Trayectoria
Debutó como profesional en 2010. En 2012 Serry tuvo una destacada actuación en el Tour de Noruega quedando sexto en la general. 
Para la temporada 2013 fichó para el equipo belga Omega Pharma-Quick Step, llegando así a la máxima categoría del profesionalismo. Su actuación más destacada fue la séptima plaza conseguida en el Giro de Lombardía. También participaría en la Vuelta a España, su primera gran vuelta y en donde finalizaría en el puesto 50.º de la general.

## Palmarés
2014
- 3.º en el Campeonato de Bélgica Contrarreloj

2020
- 3.º en el Campeonato de Bélgica en Ruta

## Resultados en Grandes Vueltas y Campeonatos del Mundo
| Carrera         | Carrera         | 2010 | 2011 | 2012 | 2013 | 2014 | 2015 | 2016  | 2017  | 2018 | 2019 | 2020 | 2021 | 2022  | 2023 | 2024 |
| --------------- | --------------- | ---- | ---- | ---- | ---- | ---- | ---- | ----- | ----- | ---- | ---- | ---- | ---- | ----- | ---- | ---- |
|                 | Giro de Italia  | —    | —    | —    | —    | 74.º | Ab.  | 70.º  | 105.º | —    | 38.º | 28.º | 56.º | 148.º | 60.º | 78.º |
|                 | Tour de Francia | —    | —    | —    | —    | —    | —    | —     | —     | —    | —    | —    | —    | —     | —    | —    |
|                 | Vuelta a España | —    | —    | —    | 50.º | Ab.  | 62.º | 112.º | —     | 88.º | —    | —    | —    | Ab.   | 96.º | —    |
| Mundial en Ruta | Mundial en Ruta | —    | —    | —    | —    | —    | —    | —     | —     | —    | —    | Ab.  | —    | Ab.   | —    | —    |

—: no participa

Ab.: abandono

## Equipos
- Jong Vlaanderen-Bauknecht (2010)[2]
- Topsport Vlaanderen-Mercator (2010-2012)[3]
- Quick Step (2013-)
  - Omega Pharma-Quick Step Cycling Team (2013-2014)
  - Etixx-Quick Step (2015-2016)
  - Quick-Step Floors (2017-2018)
  - Deceuninck-Quick Step (2019-2021)
  - Quick-Step Alpha Vinyl Team (2022)
  - Soudal Quick-Step (2023-)